# Partit Comunista Angolès
El Partit Comunista Angolès (en Portuguès: Partido Comunista Angolano) era un partit polític d'Angola, fundat a l'octubre del 1955, sota influència del Partit Comunista Portuguès per Viriato Clemente da Cruz i António Jacinto El PCA era dirigit pels germans Mário Pinto de Andrade i Joaquim Pinto de Andrade (un sacerdot catòlic). El PCA va establir escoles i llibreries clandestines a Luanda, i va establir branques a Catete i Malange.
Al desembre del 1956 es va unri al Partit de Lluita Unida dels Africans a Angola (PLUA) per formar el Moviment Popular per a l'Alliberament d'Angola (MPLA).